# Trichosurus johnstonii
Trichosurus johnstonii là một loài động vật có vú trong họ Phalangeridae, bộ Hai răng cửa. Loài này được Ramsay mô tả năm 1888.